# Il Foglio
Il Foglio Quotidiano, également connu comme Il Foglio (La Feuille du jour ou La Feuille) est un quotidien italien milanais fondé en 1996 par Giuliano Ferrara, ancien journaliste devenu ministre dans le gouvernement Berlusconi
. Il est dirigé par Claudio Cerasa depuis 2015.
En 2025, le journal, de grand format mais qui n'a que 4 pages, tire à 29 000 exemplaires. Il est inspiré du Wall Street Journal dans sa maquette, ses rubriques (économiques, politiques et financières) et ses idées de droite conservatrice. Il utilise un ton très incisif dans ses articles. Il a ainsi remis en cause Antonio Di Pietro dans l'enquête opération Mains propres contre la corruption. Énormément d'articles ne sont pas signés. L'éditorial est écrit par Giuliano Ferrara.
Fervent soutien des gouvernements dirigés par Silvio Berlusconi, Il Foglio a mené des campagnes contre l’avortement, ou en faveur des lois d’Umberto Bossi contre les migrants.
En juillet 2000, le quotidien paraît aussi le dimanche, avant de revenir à l'ancienne formule. Le journal est influent en Italie, et rentable. Francophile, Giuliano Ferrara a tenté en 2000 d'implanter son journal en France.

## 2025: rédaction des articles par l'intelligence artificielle
En mars 2025, Cerasa confie la rédaction des articles de son journal à l’intelligence artificielle pendant un mois, une première mondiale. Entièrement générée par l'IA, chaque édition inclut des articles allant de la finance à la  politique ainsi que des éditoriaux. À la suite de cette innovation, les ventes du journal étaient déjà en hausse de 60 % le premier jour de l’opération.